# ایسین (ایالت اویو)
ایسین (به لاتین: Iseyin) یک منطقهٔ مسکونی در نیجریه است که در ایالت اویو واقع شده‌است.